# S-VHS

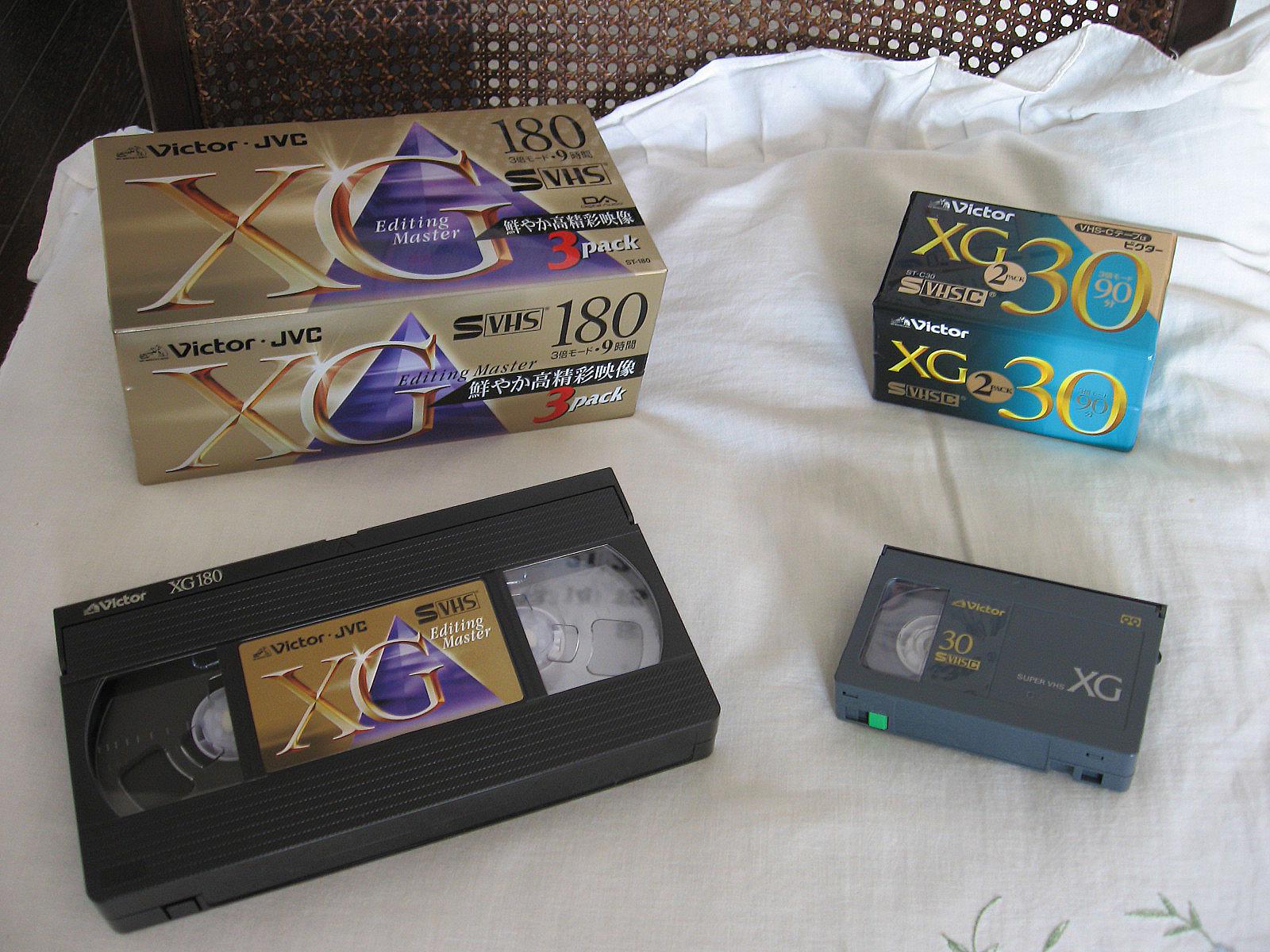
Videocassette S-VHS e S-VHS-C della JVC

Il S-VHS (Super VHS) fu una versione migliorata del VHS, introdotto in Giappone nel 1987.

## Storia
Concepito come il logico successore del diffuso formato VHS, il Super VHS non riuscì a prenderne il posto sul mercato a causa degli elevati costi sia delle apparecchiature (videoregistratori e videocamere) sia dei supporti. Inoltre, la vendita e il noleggio di home video in questo formato ebbero numeri molto modesti che non aiutarono la diffusione del formato. Molti produttori preferirono usare il formato Laserdisc per orientarsi verso il pubblico interessato a una qualità elevata.
Nel mercato delle videocamere, il formato compatto (S-VHS-C) ebbe migliore fortuna, per via del buon numero di videoamatori che cercavano un formato in grado di permettere una qualità accettabile delle copie di seconda generazione necessarie per il montaggio, e una buona fetta del mercato semiprofessionale venne coperta da macchine di questo formato, piuttosto valido per le produzioni a basso costo.
Il formato S-VHS subì la concorrenza in questo mercato del formato Sony Hi8, con cassette più piccole e maggiori durate di registrazione, mentre la fascia bassa del mercato professionale non considerò mai il S-VHS come una valida alternativa all'U-matic e soprattutto alla fascia economica UVW del formato Betacam SP, introdotta sul mercato nel 1993 e in grado di offrire risultati qualitativi di classe broadcast.
Il mercato delle videocassette in ambito domestico fu pian piano sostituito da tecnologie di videoregistrazione digitale e relativi apparati: dal DVD ma ancor di più dal Blu-ray Disc e dai PVR che registravano direttamente su disco rigido. Nel mercato delle videocamere, il formato DV fu uno supporto consolidato, soprattutto nella versione MiniDV, ma anch'esso è stato progressivamente soppiantato dalle videocamere con disco rigido incorporato o schede di memoria per la praticità d'utilizzo. Come in tutti i settori e per tutte le tecnologie obsolete, esiste un nutrito gruppo di amatori e collezionisti (il fenomeno della "retrotecnologia") che - per nostalgia o perché convinti della superiorità del mezzo - continuano a cercare ed utilizzare tali supporti e lettori.

## Caratteristiche tecniche

### La qualità del nastro
Esteriormente un nastro S-VHS è identico ad un nastro VHS (1/2 pollice di larghezza). Come il VHS, il Super VHS usa uno schema di modulazione a sfasamento della sottoportante convertita, sottoportante che viene modulata non più a 3 MHz ma a 5.4 MHz. Questo comporta un aumento del 60% nel dettaglio della luminanza, con una risoluzione orizzontale che arriva a 420 linee contro le 240 del VHS standard. Si tratta di un valore che supera la risoluzione orizzontale ottenibile da un segnale composito PAL ricevuto da antenna, che può risolvere circa 350 linee. In pratica, un segnale registrato da sintonizzatore può venire riprodotto con la stessa qualità dell'originale, anche se un occhio esperto è in grado di notare la differenza, dovuta principalmente al fatto che, nonostante l'incremento della luminanza, altri aspetti del segnali, fra cui la crominanza, non sono migliorati rispetto al VHS standard: rimangono i problemi della banda passante limitata e del rapporto segnale/rumore, condivisi del resto con gli altri sistemi concorrenti dell'epoca, Hi8 e ED beta.
In termini di registrazione audio, non ci sono differenze di sorta tra i due formati, sia per l'audio longitudinale che per quello Hi-Fi. Dato il maggior costo dei videoregistratori, appartenenti alla fascia più alta della categoria amatoriale, l'audio Hi-Fi è quasi sempre presente. Alcuni modelli professionali possono anche registrare un audio digitale stereo PCM.
Praticamente tutti i videoregistratori S-VHS sono in grado di leggere e registrare i nastri VHS convenzionali. I videoregistratori VHS non sono normalmente in grado di leggere le registrazioni S-VHS, ma alcuni dei modelli più recenti offrono una funzionalità chiamata S-VHS quasi-playback (SQPB), che permette la riproduzione dei nastri S-VHS anche se ai livelli qualitativi VHS.
I nastri S-VHS sono appositamenti formulati per una maggiore coercitività, sul bordo inferiore hanno una tacca che segnala al videoregistratore che il nastro inserito è di questo tipo.

### Connessioni

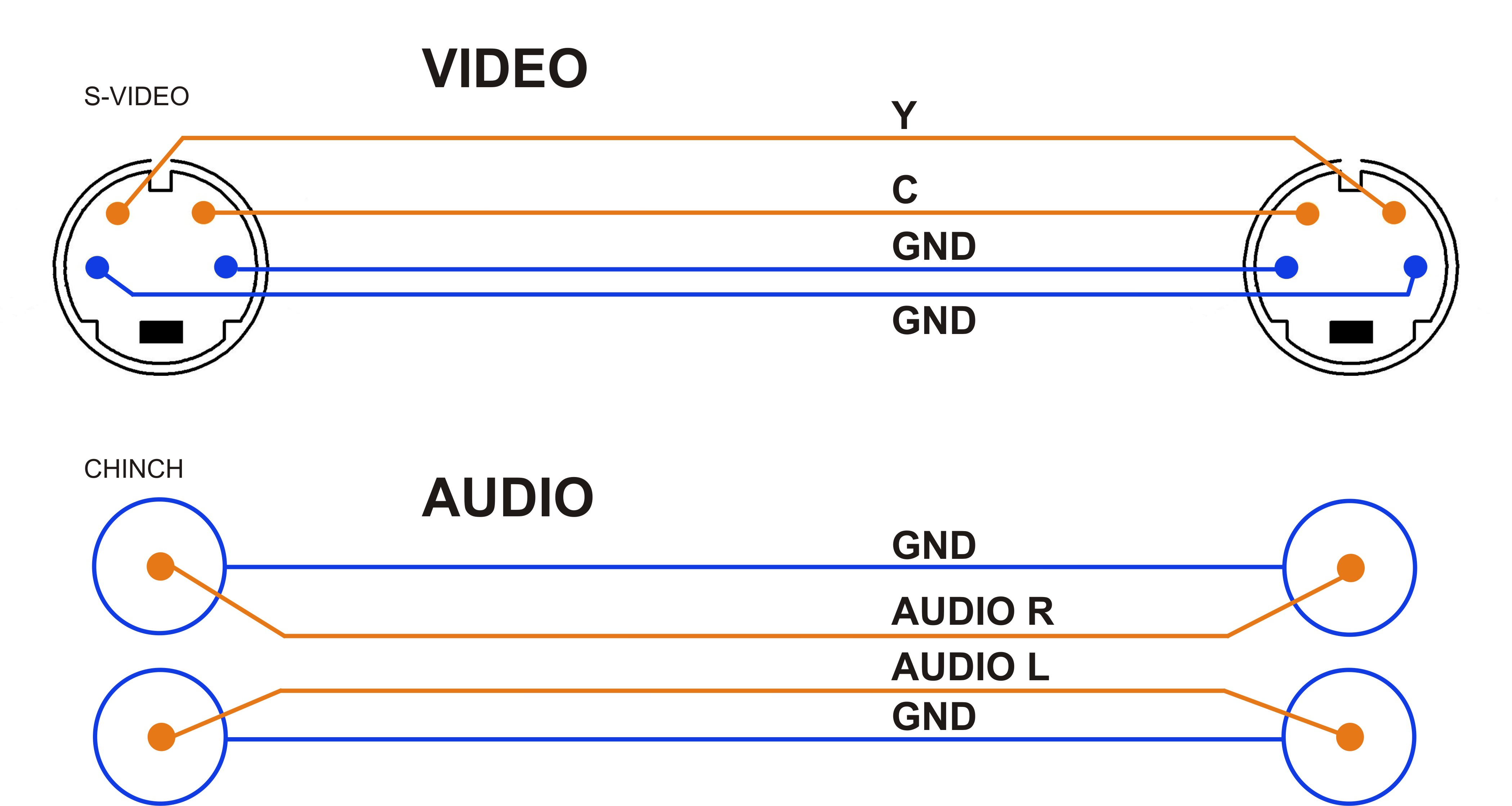
Schema di collegamento audio e video di un S-VHS, con video separato.

Per ottenere il massimo a livello qualitativo, è necessaria una connessione diretta video dal videoregistratore al monitor, di tipo S-Video o a componenti. I S-VHS di classe domestica hanno di solito uscite composite o S-Video, oltre alla SCART, e molti televisori non hanno un ingresso S-Video. In ogni caso, la qualità superiore del formato è visibile anche tramite un collegamento modulato. La crescente diffusione dei lettori DVD ha portato a una crescente adozione di connessioni SCART che portano il video separato in RGB.
Non è raro che il termine S-VHS venga riferito ai connettori S-Video (Chiamati anche "Y/C"), persino in letteratura. Questo probabilmente perché il S-VHS è stato il primo formato ad introdurre questo tipo di connessione, che ora è molto diffusa su lettori DVD, videocamere DV e ricevitori satellitari. Quando si parla della connessione S-Video, la S significa Separated, e fa riferimento ai segnali di luminanza e crominanza trasportati separatamente.